# Bloedbad van Chajbach
Het bloedbad van  Chajbach (Russisch: массовое убийство в Хайбахе)  was een massa-executie die plaatsvond op de bevolking van het Tsjetsjeense dorp  Chajbach (Tsjetsjeens:  Хьайбах), in het bergachtige gebied van Tsjetsjenië, die werd voltrokken door Sovjettroepen onder leiding van NKVD-kolonel Michail Gvisjiani tijdens de deportaties van 1944.

## Bloedbad
Het bloedbad voltrok zich op 27 februari 1944 tijdens de zogeheten Operatie Lentil, waarbij de Tsjetsjeense en Ingoesjetische bevolking werd gedeporteerd naar gevangeniskampen in Centraal-Azië. Volgens Russische apologeten was het onmogelijk om Tsjetsjeense ballingen over te brengen naar treinstations gezien de sneeuwstormen, waardoor volgens hen meer dan 700 dorpelingen - waaronder ouderen, vrouwen en kinderen die niet vatbaar waren voor transport - opgesloten werden in een schuur die versterkt werd met droog hooi en vervolgens levend verbrand werden. Zij die de schuur trachtten te ontvluchten, werden neergeschoten. 
Ziautdin Malsagov, een lid van de betrokken militaire eenheid en tevens een ooggetuige van het hele tafereel, herinnert zich dat de NKVD-bevelhebber Gvishiani de twee pasgeborenen in de schuur "bandieten" noemde alvorens het bevel tot het levend verbranden van de 704 burgers te geven. Na het incident werd Gveshiani gefeliciteerd voor zijn succes en goed werk door Lavrenti Beria (het brein achter de deportaties van 1944), die hem een medaille beloofde.

## Herontdekking
Het dorp  Chajbach werd herontdekt na archeologische vondsten in Oekraïne. Daar vonden Wereldoorlog II-archeologen de restanten van Noord-Kaukasische militaire verkenners die waren gestorven tijdens een operatie achter vijandige (Duitse) linies. In hun waterwerende broekzakken werden brieven gevonden die geadresseerd waren aan hun familieleden in Khaibach. Stepan Kashurko, een van de archeologen, besloot om de familieleden hierover te informeren, waarbij hij tot de constatatie kwam dat het dorp niet langer bestond. Tijdens hun onderzoek ontdekten ze dat terwijl Tsjetsjeense soldaten vochten aan het front, hun familieleden levend werden verbrand door Sovjettroepen.

## Beweringen van historische vervalsing
Het Russisch Ministerie van Cultuur verbood in 2014 de film Приказано забыть (Russisch voor Bevolen om te vergeten) - een film die het bloedbad vertolkte. Als reden haalde men aan dat drie Russische staatsarchieven werden doorzocht, en dat "als een gevolg van het onderzoek, geen documenten werden gevonden die de massaverbranding van de inwoners van  Chajbach bewijzen". Vermoedelijk zou het ook etnische twisten aanwakkeren en onderbouwd zijn met een anti-Russisch sentiment. Het Ministerie besloot uiteindelijk als volgt: "Dit laat ons toe te besluiten dat de beweringen omtrent deze 'gebeurtenis' het voorwerp uitmaken van een historische vervalsing".

### Reactie
Volgens het Russische mensenrechtengroeperingsmemoriaal toont de film "algemeen aanvaarde feiten". De makers van de film stelden dat zij geen haat jegens Russen wensten te promoten en dat de film toont hoe etnische Russen de ethiek van hun bevelhebber - Mikhail Gvishiani - in twijfel trekken en zelfs weerstand boden aan zijn pogingen om Tsjetsjeense en Ingoesjetische burgers te vermoorden.
Ondanks de gevestigde overheidscensuur op de film, werd de film vertoond op het Internationaal filmfestival van Moskou.